# Backstage (album)
Backstage è il quinto album in studio da solista della cantante statunitense Cher, prodotto dall'allora marito Sonny Bono e distribuito sul mercato nel 1968.

## Descrizione
Il disco è l'ultimo pubblicato per la Imperial Records che decise di rompere il contratto con Cher per via dell'insuccesso dello stesso. L'album è il primo disco della cantante a non entrare in alcuna classifica ed è considerato il suo primo flop.
Dall'album fu estratto un solo singolo, "The Click Song", che non ebbe fortuna.

## Tracce
1. Go Now
2. Carnival
3. It All Adds Up to Now
4. Reason to Believe
5. Masters of War
6. Do You Believe in Magic
7. It Wasn't Ready
8. A House Is Not a Home
9. Take Me for a Little While
10. The Impossible Dream (The Quest)
11. The Click Song
12. A Song Called Children